# Paul Goldschmidt
Paul Edward Goldschmidt (né le 10 septembre 1987 à Wilmington, Delaware, États-Unis) est un joueur de premier but des Ligues majeures de baseball jouant pour les Cardinals de Saint-Louis.
Meneur de la Ligue nationale en 2013 pour les coups sûrs de plus d'un but, les points produits, la moyenne de puissance et co-meneur pour les coups de circuit, Goldschmidt a reçu depuis le début de sa carrière deux Bâtons d'argent et deux Gants dorés. Il compte trois sélections au match des étoiles. En 2013 et 2015, il termine chaque fois au second rang du vote désignant le joueur par excellence de la saison dans le Ligue nationale.

## Carrière

### Diamondbacks de l'Arizona
Paul Goldschmidt est repêché au 49e tour de sélection par les Dodgers de Los Angeles en 2006 mais il choisit de ne pas signer avec le club et de plutôt fréquenter l'Université Texas State à San Marcos, où il évolue pour les Bobcats. Il est repêché en 2009 au huitième tour de sélection par les Diamondbacks de l'Arizona.

#### Saison 2011
Goldschmidt fait ses débuts dans le baseball majeur le 1er août 2011 avec les Diamondbacks. Il frappe le jour même son premier coup sûr dans les grandes ligues, face à Matt Cain, lanceur des Giants de San Francisco. Le 2 août, contre ces mêmes Giants, il cogne son premier coup de circuit, une claque de deux points contre le lanceur Tim Lincecum qui place les D-Backs en avant 2-1 dans un match qu'ils gagneront 6-1. Goldschmidt dispute 48 parties en fin de saison avec Arizona et boucle l'année avec huit circuits et 26 points produits. Dans le troisième match de la Série de divisions entre Arizona et Milwaukee, il devient le premier joueur de la franchise à frapper un grand chelem en séries éliminatoires dans un match où les Diamondbacks évitent l'élimination. Avec cinq points produits dans cette partie, il égale aussi le record d'équipe pour un match d'après-saison.

#### Saison 2012

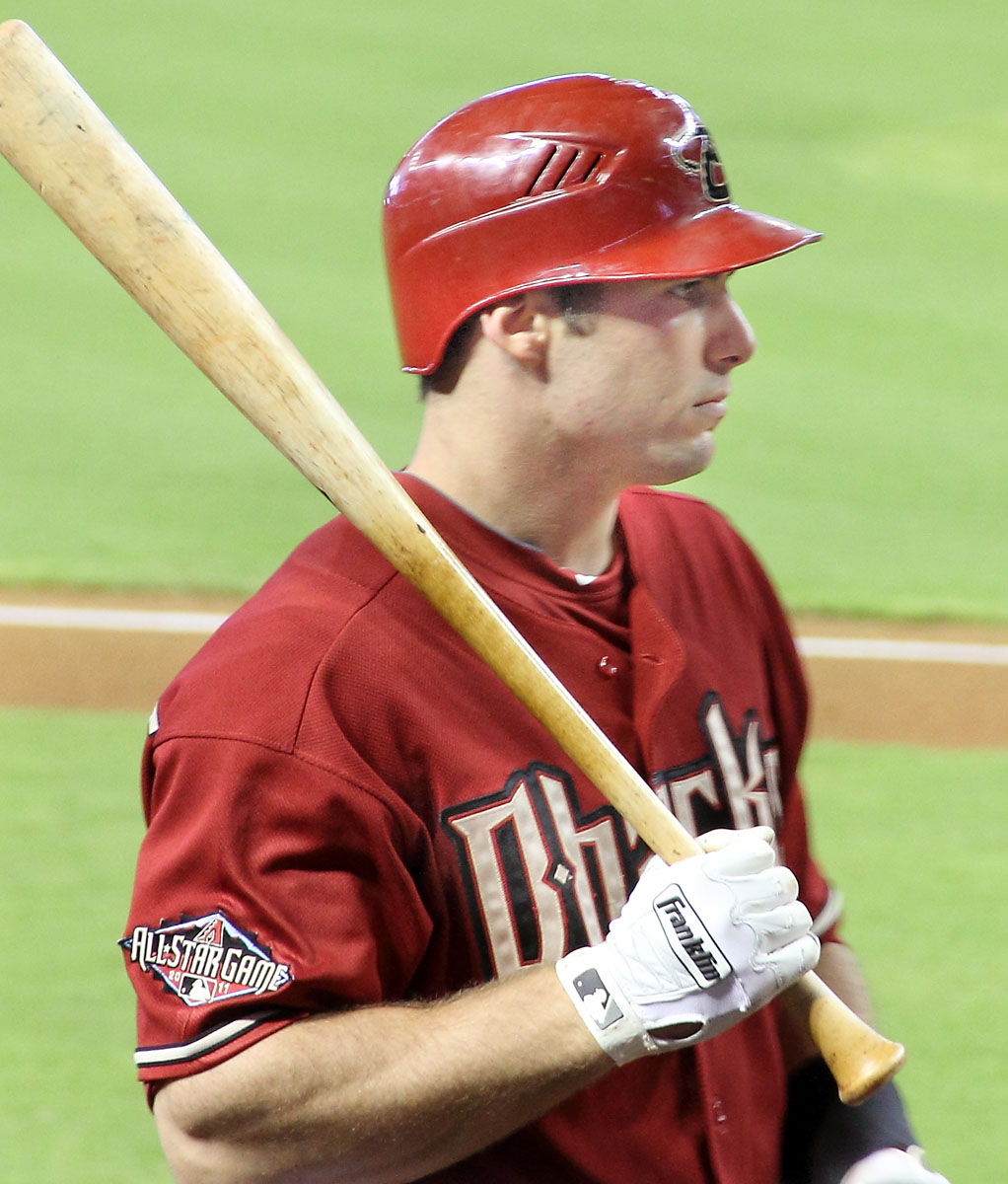
Paul Goldschmidt en 2011.

À sa première saison complète dans les majeures en 2012, Goldschmidt dispute 145 matchs et affiche une moyenne au bâton de ,286 avec sa première saison de 20 coups de circuit. Il produit 82 points, termine 4e de la Ligue nationale avec 45 doubles et réussit 18 buts volés en 21 tentatives.

#### Saison 2013
En mars 2013, Goldschmidt reçoit des Diamondbacks une prolongation de contrat de 32 millions de dollars pour 5 saisons. 
Il y fait suite en étant la vedette des Diamondbacks et l'un des meilleurs joueurs du baseball dans la saison qui suit. Il termine d'ailleurs 2e derrière Andrew McCutchen des Pirates de Pittsburgh au vote de fin d'année désignant le joueur par excellence de la saison en Ligue nationale.
Il est le meneur de la Ligue nationale cette saison-là pour les coups sûrs de plus d'un but (75), les points produits (125), le total de buts (332), la moyenne de puissance (,551) et co-meneur avec Pedro Alvarez des Pirates pour les coups de circuit (36). Il est aussi 3e de la ligue avec 103 points marqués, 4e avec 182 coups sûrs, 10e avec 36 doubles, 3e avec 99 buts-sur-balles et 4e avec une moyenne de présence sur les buts de ,401. Les 19 buts-sur-balles intentionnels qu'il reçoit représentent le plus grand total de la Nationale et, dans les majeures, seul David Ortiz des Red Sox de Boston de la Ligue américaine en reçoit plus, avec 27. 
Goldschmidt reçoit à la mi-saison sa première invitation au match des étoiles, puis gagne à la fin de l'année le Bâton d'argent et le Gant doré décerné au meilleur joueur de premier but offensif et défensif, respectivement, de la Ligue nationale.

#### Saison 2014
Goldschmidt est voté joueur de premier partant de l'équipe de la Ligue nationale au match des étoiles 2014.

#### Saison 2015
Élu joueur de premier but partant de l'équipe de la Ligue nationale au match des étoiles 2015 à Cincinnati, Goldschmidt honore sa 3e sélection.
En 2015, Goldschmidt est 4e des majeures pour la moyenne au bâton (,321), le pourcentage de présence sur les buts (,435) et la moyenne de puissance (,570). Son OPS de 1,005 est la seconde meilleure des majeures derrière Bryce Harper des Nationals de Washington. Il se classe dans le top 10 des majeures pour les coups sûrs (182), les coups sûrs de plus d'un but (73), le total de buts (323), les points marqués (103) et les points produits (110). Il est 3e du baseball derrière Joey Votto et Harper avec 118 buts-sur-balles et aucun joueur ne reçoit autant de buts-sur-balles intentionnels (29) cette année-là. Il claque 33 circuits, cogne 38 doubles et réalise un nouveau sommet personnel de 21 buts volés. 
Gagnant de ses seconds Gant doré et Bâton d'argent, Goldschmidt, tout comme en 2013, termine au second rang du vote désignant le joueur par excellence de la Ligue nationale, cette fois derrière Bryce Harper.

#### Saison 2022
À l'issue de la saison 2022, Paul Goldschmidt est désigné joueur par excellence de la Ligue nationale.